# Harry Styles
Harry Edward Styles (Redditch, 1º febbraio 1994) è un cantautore e attore britannico.
La sua carriera musicale è iniziata nel 2010 come membro più giovane degli One Direction, che è diventata rapidamente una delle boy band di maggior successo nella musica pop.
Nel 2017, in seguito alla pausa intrapresa dal gruppo, ha ufficialmente avviato la sua carriera da solista con l'uscita dell'album omonimo, anticipato dal singolo Sign of the Times, che ha raggiunto la vetta delle classifiche nel Regno Unito e la posizione numero quattro negli Stati Uniti. Nel 2019 è stato pubblicato il suo secondo album Fine Line, da cui furono estratti i singoli Lights Up, Adore You e Watermelon Sugar, quest'ultimo diventato la sua prima hit nº1 sulla Billboard Hot 100. Tre anni più tardi è stata la volta del terzo album Harry's House, che si è piazzato al vertice delle classifiche di oltre trenta Paesi del mondo, tra cui Australia, Francia, Germania, Regno Unito e Stati Uniti, trainato dal singolo di lancio As It Was, che è stato il più venduto dell'anno a livello globale.
Ha anche partecipato ad alcuni film come Dunkirk (2017), Don't Worry Darling (2022) e My Policeman (2022).

## Biografia
Harry Edward Styles è nato il 1º febbraio 1994 a Redditch, nel Worcestershire (Inghilterra), figlio della casalinga Anne Twist (nata Selley) e dell'operatore finanziario Desmond Styles, coi quali si è trasferito insieme a sua sorella maggiore, Gemma Styles, nel villaggio di Holmes Chapel (Cheshire). Quando aveva sette anni i suoi genitori hanno divorziato  e in seguito la madre si è risposata dapprima con John Cox e poi con Robin Twist (morto di cancro il 20 giugno 2017), da cui Harry ha avuto un fratellastro maggiore di nome Mike e una sorellastra, Amy.
Ha iniziato a coltivare l'interesse per la musica fin da bambino, eseguendo cover di brani su un karaoke regalatogli da suo nonno, e ha dichiarato che la prima canzone da lui registrata fu The Girl of My Best Friend di Elvis Presley, più volte citato tra le sue maggiori influenze insieme ai Foster the People, Chris Martin e Kings of Leon. Durante le scuole medie è entrato a far parte di un gruppo musicale chiamato White Eskimo, che si esibiva localmente nella contea del Cheshire riuscendo a vincere una competizione locale; prima di partecipare a The X Factor lavorava part-time nella panetteria Mandeville Bakery a Holmes Chapel.

### Carriera

#### 2010-2016: gli One Direction

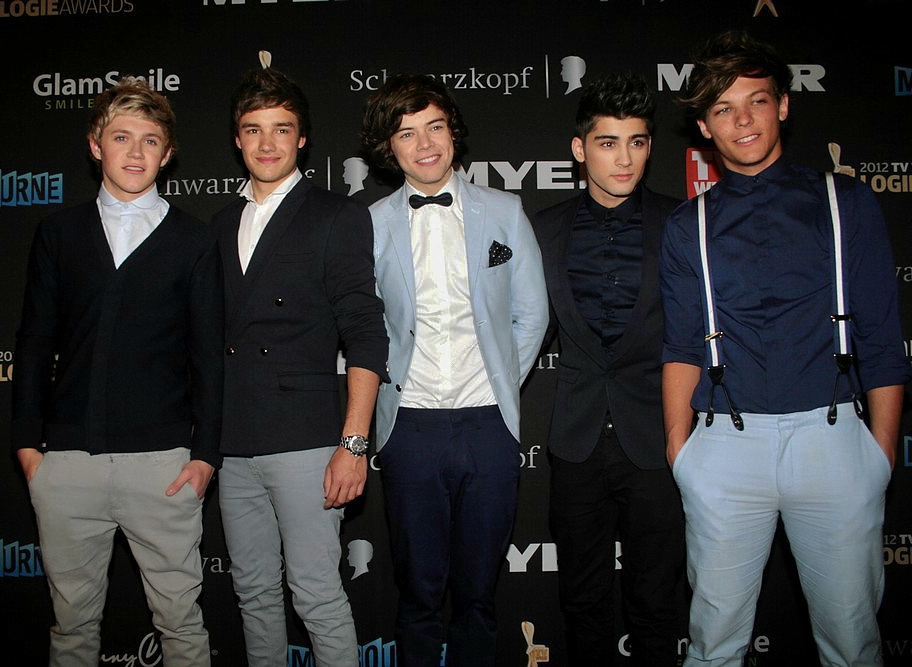
Gli One Direction sul red carpet dei Logies Awards 2012. Da sinistra a destra: Niall Horan, Liam Payne, Styles, Zayn Malik e Louis Tomlinson.

Nel 2010 ha partecipato come solista alle audizioni della settima stagione del talent show televisivo britannico The X Factor, eseguendo una versione di Hey, Soul Sister dei Train: tuttavia, dopo che Simon Cowell aveva giudicato la traccia «non adatta a lui», Styles ha presentato una cover di Isn't She Lovely? di Stevie Wonder, non riuscendo però a qualificarsi per la categoria "Ragazzi" ai Bootcamp. Dopo essere stato eliminato, nel luglio 2010 Nicole Scherzinger e Cowell stesso ebbero l'idea di unire Styles con altri quattro ragazzi in una boy band, ammettendoli alla competizione per la categoria "Gruppi" di Simon agli Home Visit finali. Senza mai arrivare al ballottaggio gli One Direction, band formata, oltre che da Harry, anche da Niall Horan, Liam Payne, Louis Tomlinson e Zayn Malik, sono arrivati fino alla puntata finale dello show, (dove duettarono con Robbie Williams sulle note di She's the One) classificandosi terzi, alle spalle di Rebecca Ferguson (secondo posto) e Matt Cardle (primo posto), iniziando a riscuotere notevole popolarità nel Regno Unito.

Dal 2011 in poi Styles è stato membro degli One Direction, che hanno esordito con l'album Up All Night, pubblicato sotto l'etichetta Syco e conquistando le classifiche di tutto il mondo con la hit planetaria What Makes You Beautiful. Nel 2012 è uscito il secondo album Take Me Home, cui hanno fatto seguito Midnight Memories (2013), che diventò il disco più venduto di quell'anno, e Four (2014), l'ultimo della band come quintetto dopo l'addio di Zayn Malik. Nel 2016, subito dopo aver concluso le attività promozionali relative all'uscita di Made in the A.M. (2015), la band ha ufficializzato l'inizio di un periodo di pausa non meglio specificato. Tutti i loro album hanno esordito direttamente in vetta alla UK Albums Charts venendo accompagnati da vari singoli di fama mondiale, tra cui Live While We're Young, Best Song Ever, Story of My Life e Drag Me Down. Complessivamente, gli One Direction sono stati tra le boy band con le vendite più alte della storia, oltre che uno dei gruppi musicali di maggior successo di tutti i tempi, avendo venduto più di 70 milioni di dischi su scala globale.

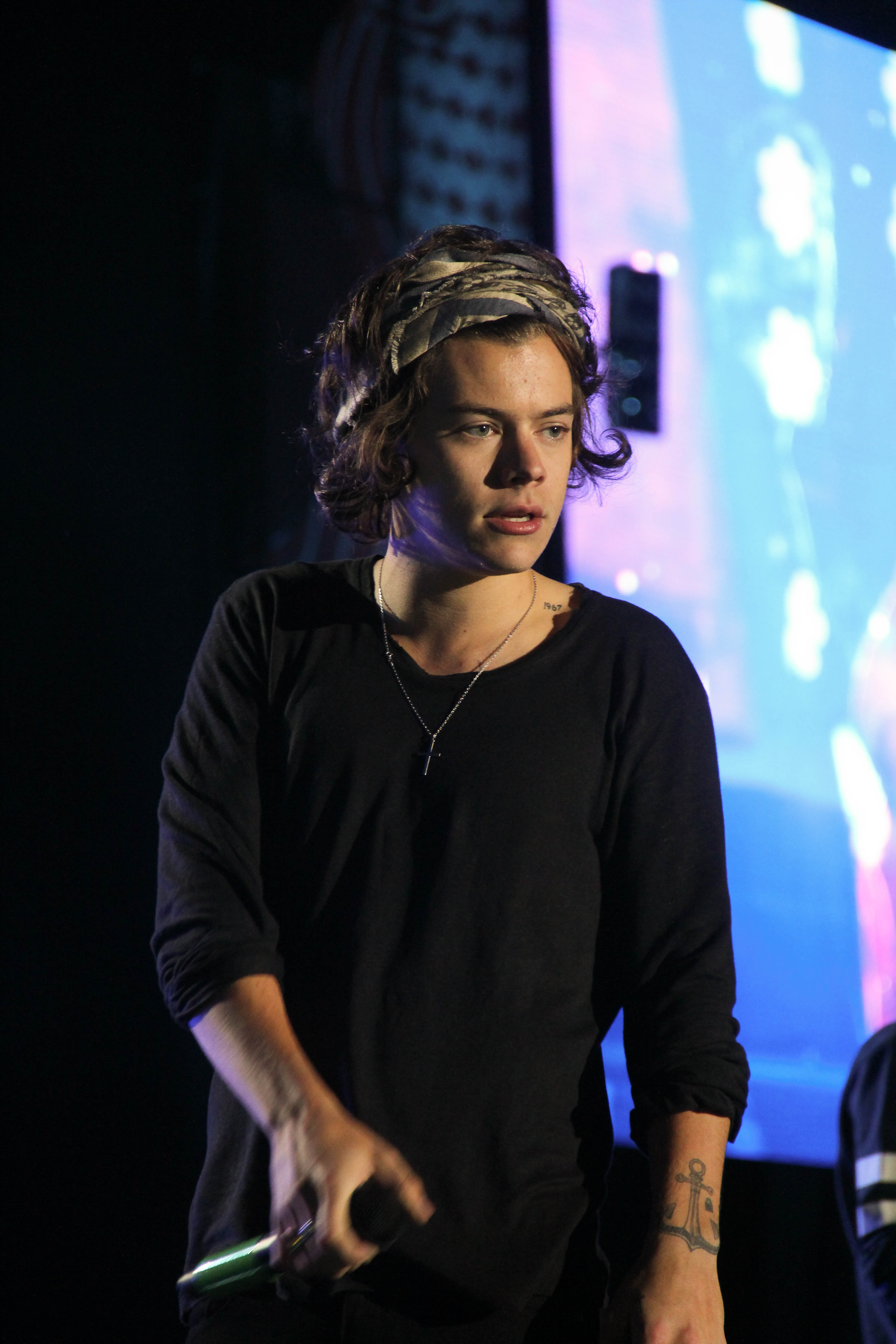
Harry Styles durante il Where We Are Tour a Santiago del Cile con gli One Direction nel 2014.

In seguito, contemporaneamente alla carriera di gruppo con gli One Direction, ha debuttato come solista con il brano Don't Let Me Go. All'inizio del 2014 ha scritto, insieme al cantautore statunitense John Legend, uno dei singoli contenuti nel primo album inedito del duo Alex & Sierra, vincitori della terza edizione di The X Factor USA; è inoltre autore del brano di Ariana Grande Just a Little Bit of Your Heart, contenuto in My Everything.
Nel 2016 si è unito al cast del film Dunkirk, diretto da Christopher Nolan e uscito nelle sale di proiezione statunitensi il 27 luglio 2017. Lo stesso regista ha dichiarato di aver scelto Harry Styles per il suo potenziale e non per la popolarità: infatti ha ottenuto la parte dopo aver sostenuto un'audizione tra centinaia di candidati. È coautore, insieme a Meghan Trainor, del brano Someday, inserito nell'album Nobody but Me di Michael Bublé del 2016, interpretato dallo stesso Bublé con Meghan Trainor.

#### 2016-2018: l'inizio della carriera solista e album eponimo

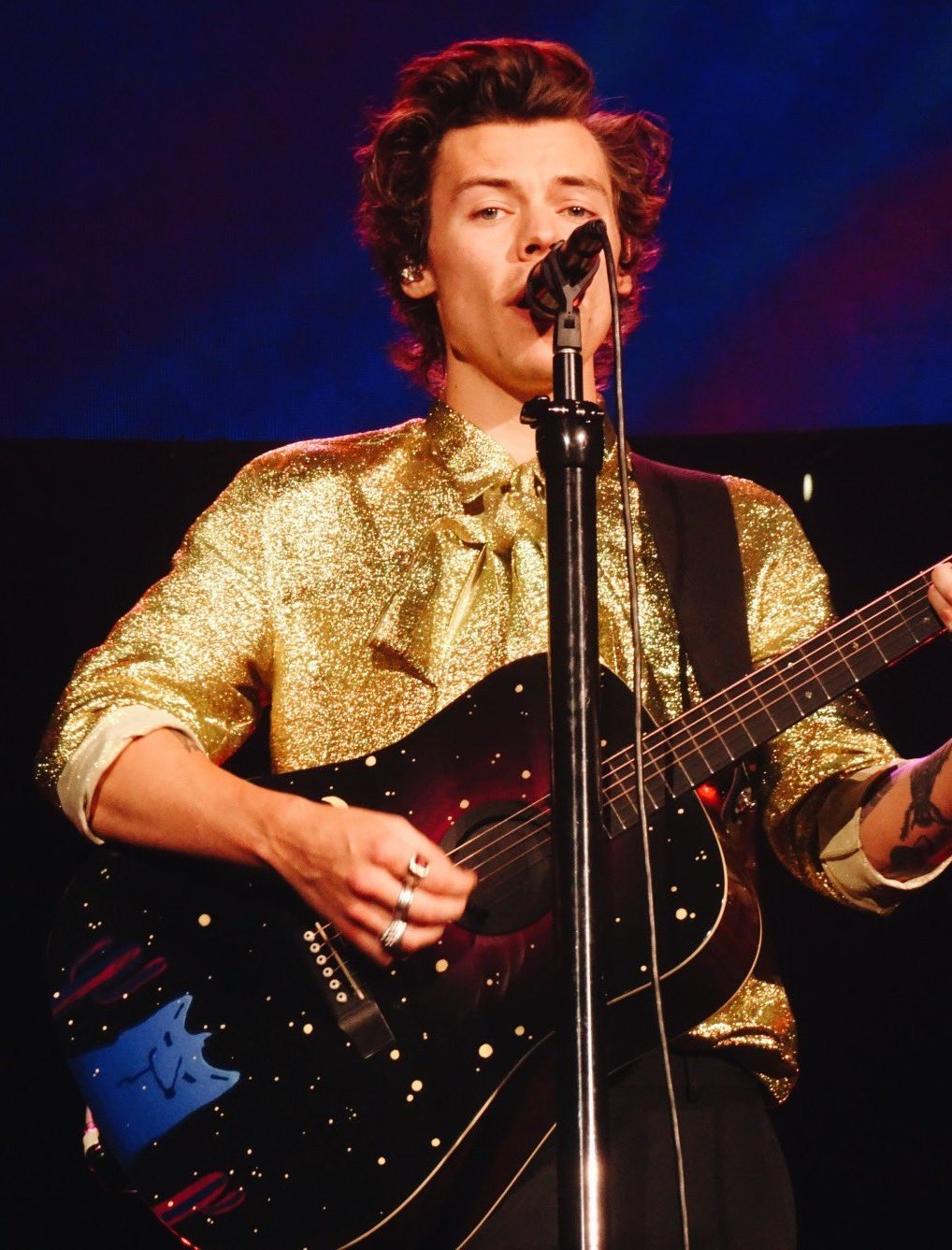
Harry Styles a Denver il 3 luglio 2018 durante il Live on Tour.

Il 23 giugno 2016 è stata resa ufficiale la sua decisione di entrare nella Full Stop Management e nell'agenzia di talenti CAA di Jeffrey Azoff, firmando un contratto da solista con l'etichetta discografica Columbia Records. Nel 2017 ha pubblicato infatti il suo primo singolo da solista, intitolato Sign of the Times:. La power ballad al pianoforte che rende omaggio a David Bowie e al glam rock britannico anni '70, si è rivelata una vera hit internazionale, riuscendo ben presto a scalare le classifiche globali fino alla conquista della vetta della UK Singles Charts in patria e in Australia e la quarta posizione nella Billboard Hot 100 negli Stati Uniti, oltre ad entrare tra i primi dieci posti in venti Paesi del mondo. Per quanto riguarda il video musicale del brano, diretto da Woodkid presso l'isola di Skye in Scozia e vincitore del premio di Video britannico dell'anno ai BRIT Awards 2018, ritrae Styles mentre canta in un prato e inizia a librare in cielo camminando sull'acqua, senza l'utilizzo di alcun effetto in CGI o green screen.
La canzone ha anticipato l'uscita del suo album di debutto, l'eponimo Harry Styles, avvenuta il 12 maggio 2017, che ha esordito al primo posto della Official Albums Chart e della Billboard 200. Composto da dieci brani, il disco costituisce una radicale evoluzione da quanto operato con gli One Direction a causa delle sonorità più vicine al soft rock e al pop psichedelico, pur senza tralasciare influenze britpop, e venendo per questo accolto da critiche estremamente lusinghiere oltre che ad essere menzionato in diverse pubblicazioni di riviste quali Rolling Stone, Billboard e Time riportanti i migliori dischi usciti nel 2017. Sempre nel mese di maggio è stato reso disponibile su Apple Music il film Harry Styles: Behind the Album, che documenta il processo di scrittura e registrazione del disco, alla cui pubblicazione fece seguito l'uscita dei singoli Two Ghosts e Kiwi, oltre a una tournée mondiale composta di oltre sessanta concerti tenutisi nel biennio 2017-2018 in Nord e Sud America, Europa, Asia e Australia.

#### 2019-2021:Fine Line

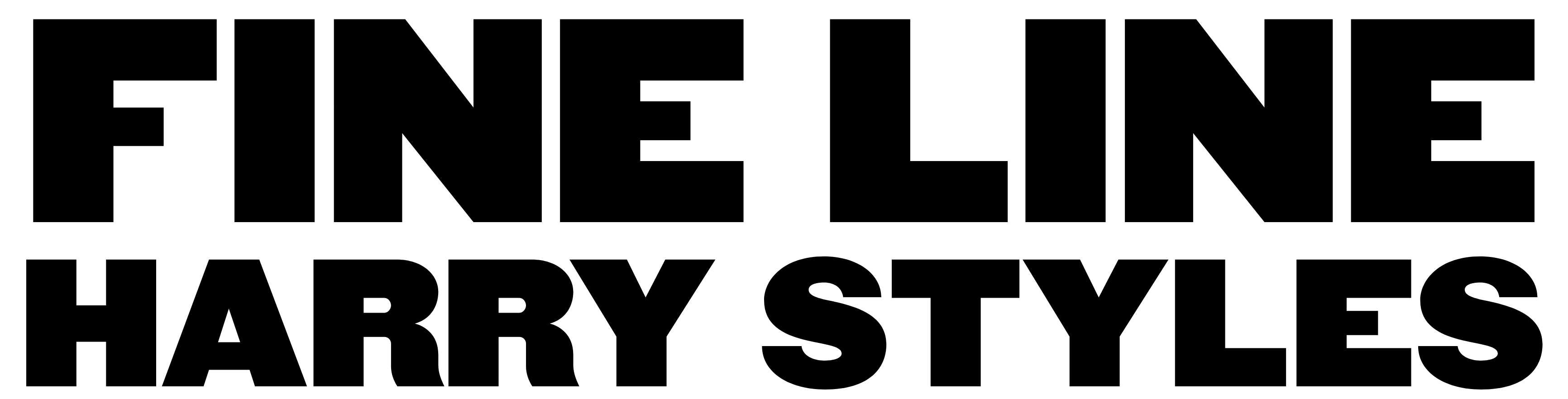
Logo dell'album Fine Line.

Dopo quasi due anni di assenza dalle scene musicali, l'11 ottobre 2019 è uscito il singolo Lights Up, accompagnato dal relativo videoclip, che si è imposto alla terza posizione della Official Singles Chart e al numero 17 della Hot 100 statunitense; con Lights Up si è inoltre esibito al The Late Late Show di James Corden nel dicembre successivo. Il 17 novembre, invece, esce sulle piattaforme digitali il singolo promozionale Watermelon Sugar, che riscuote subito un grande successo piazzandosi nella Top 10 delle classifiche di 24 Paesi.
Il 13 dicembre Styles ha pubblicato il suo secondo album, intitolato Fine Line, che ha ricevuto anch'esso il plauso universale della critica e ha debuttato al terzo posto in patria e in vetta alla Billboard 200, dove ha fatto registrare 478.000 di copie vendute nella sua prima settimana dall'uscita, stabilendo il record per il miglior debutto di sempre per un artista maschile inglese negli Stati Uniti da quando Nielsen SoundScan ha iniziato a monitorare i dati di vendita nel 1991. Ai BRIT Awards del 2020 il cantante ha ricevuto due candidature, come artista solista maschile britannico e quella di album britannico dell'anno per Fine Line, da cui viene estratto un terzo singolo, Falling, pubblicato il 7 marzo 2020; in contemporanea è stato annunciato il tour di promozione dell'album, il Love On Tour, inizialmente previsto per l'estate di quell'anno e poi posticipato al 2021 a causa delle restrizioni legate alla pandemia di COVID-19. Il 18 maggio è stato caricato su YouTube il videoclip di Watermelon Sugar, in virtù del quale il singolo è rientrato dopo sei mesi dall'uscita nella Top 5 di vari Paesi come Australia, Canada, Nuova Zelanda e Regno Unito, divenendo la sua prima hit numero uno negli Stati Uniti d'America. Dall'album sono stati estratti altri due singoli, come peraltro anticipato sui profili social del cantante nei giorni precedenti: il 26 ottobre esce Golden, il cui videoclip è stato girato tra Maiori e Pontone, sulla costiera amalfitana, e il 9 gennaio 2021 Treat People with Kindness, anticipato dal video musicale uscito otto giorni prima.
Il 14 marzo 2021, durante la 63ª edizione dei Grammy Awards, Harry Styles ha ottenuto tre candidature nelle categorie di Miglior album pop vocale per Fine Line e di Miglior videoclip per Adore You, vincendo quella di Miglior interpretazione pop solista per Watermelon Sugar, singolo che peraltro è valso al cantante il suo secondo BRIT Award come singolo britannico dell'album durante l'edizione 2021. A novembre ha vestito i panni di Eros / Starfox in una scena a metà dei titoli di coda del film Eternals, 26ª pellicola del Marvel Cinematic Universe.

#### 2022-2023:Harry's House

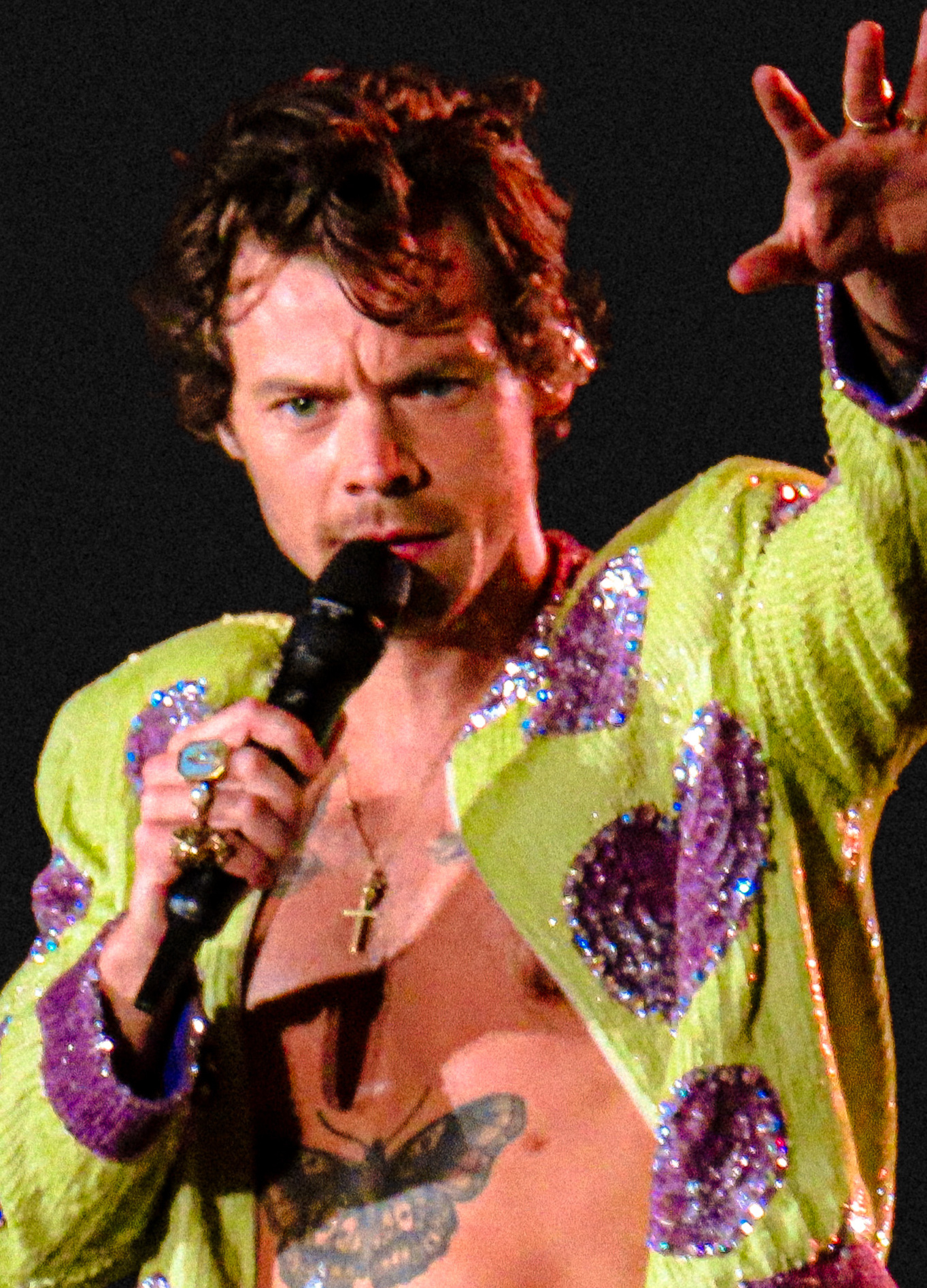
Harry Styles l'8 dicembre 2022 alla Jeunesse Arena di Rio de Janeiro durante il Love on Tour.

Il 23 marzo 2022 Styles ha annunciato il suo terzo album in studio Harry's House, pubblicato il 20 maggio seguente e che ha debuttato in cima alle classifiche di 25 nazioni del mondo. Il 1º aprile è stato reso disponibile su tutte le piattaforme digitali il primo singolo da esso estratto, As It Was, che ha esordito al primo posto delle classifiche britannica e americana, diventando la sua seconda numero uno in entrambi i Paesi: negli Stati Uniti ha peraltro trascorso 15 settimane non consecutive al primo posto, superando I Will Always Love You di Whitney Houston, Candle in the Wind 1997 di Elton John e We Belong Together di Mariah Carey, diventando il terzo brano più longevo a mantenere il vertice della Billboard Hot 100, il primo in assoluto per un artista inglese. Peraltro, tra fine agosto e inizio settembre, Styles ha eseguito 15 concerti sold out al Madison Square Garden di New York davanti a oltre 276.000 spettatori, stabilendo il record assoluto di tutto esaurito: al termine di una breve cerimonia, presentata da Gayle King e trasmessa in diretta tv sulla CBS, per l'occasione è stato installato all'interno dell'arena uno striscione celebrativo permanente, rendendolo il terzo artista a venire insignito di tale riconoscimento dopo Billy Joel e i Phish.
Secondo l'International Federation of the Phonographic Industry, con oltre 14 milioni di copie, As It Was è risultato il singolo più venduto a livello globale nel 2022 e raggiunto più di 1,5 miliardi di riproduzioni in streaming su Spotify, mentre dopo una sola settimana dall'uscita di Harry's House, quattro brani del disco hanno occupato contemporaneamente la top ten di Billboard, facendo divenire Styles il primo artista britannico ad ottenere tale risultato. Ad aprile si è esibito come headliner del Coachella Valley Music and Arts Festival, cui ha fatto seguito l'11 giugno il proseguimento del suo Love on Tour, alla cui data finale, tenutasi il 22 luglio 2023 al Campovolo di Reggio Emilia, ha assistito una folla di 103.000 persone, la più grande mai radunata in Italia per un artista straniero. Con un totale di 173 concerti in 30 nazioni, il Love on Tour ha fatto registrare un'affluenza di 5 milioni di spettatori, con degli incassi superiori ai 600 milioni di dollari, cifre che lo hanno reso il sesto tour di maggior successo nella storia della musica. Parte dei ricavi del tour, pari a 6,5 milioni di dollari, è stata donata da Styles a vari enti benefici e organizzazioni non a scopo di lucro in sostegno alla lotta contro la fame nel mondo, razzismo, politica delle armi e in favore della causa ambientalista.
Nel 2022 ha interpretato il ruolo di Jack Chambers nel film Don't Worry Darling, diretto da Olivia Wilde, e nello stesso anno è entrato a far parte del film My Policeman, diretto da Michael Grandage, in cui ha interpretato il ruolo di Tom, poliziotto di Brighton, nei primi anni cinquanta.
Nel 2023, alla 65ª edizione dei Grammy Awards tenutasi il 5 febbraio allo Staples Center di Los Angeles, Harry Styles si è aggiudicato due statuette nelle categorie di Album dell'anno e Miglior album pop vocale, entrambe per Harry's House, che a dicembre di quell'anno è stato inserito da Rolling Stone al 491º posto nella sua lista aggiornata dei 500 migliori album della storia.

## Vita privata
Nel 2012 ha intrapreso una relazione con la cantante statunitense Taylor Swift. Nonostante la relazione sia durata pochi mesi per poi concludersi nel 2013, il flirt ha avuto una notevole risonanza mediatica, ulteriormente amplificata dalla reazione dei fan dei due cantanti e dalle numerose canzoni che si vocifera si siano dedicati l'un l'altro (come Style della Swift nell'album 1989 o Perfect scritta da Styles per la band One Direction per Made in the A.M.).
Alla fine del 2013, Harry è stato paparazzato per la prima volta insieme alla modella Kendall Jenner: i due sono stati visti insieme varie volte fino a che non hanno interrotto la loro relazione verso febbraio 2014. Sono tornati insieme all'inizio del 2015, per poi lasciarsi nuovamente dopo alcuni mesi, dopo aver trascorso le vacanze insieme e aver conosciuto l'uno la famiglia dell'altra. Styles è rimasto in buoni rapporti anche con Jenner: non solo la Jenner è stata vista partecipare ad alcune date del tour di Styles, ma alla fine del 2019 i due hanno preso parte insieme ad una puntata del Late Late Show with James Corden, in cui hanno partecipato al celebre gioco Spill Your Guts or Fill Your Guts.
A metà del 2017, Harry ha conosciuto la modella francese Camille Rowe, con cui ha intrapreso una relazione durata circa un anno. 
Nel 2020 Harry è stato scelto dall'attrice e regista Olivia Wilde come protagonista del suo film Don't Worry Darling (2022). Proprio sul set del film i due hanno iniziato a frequentarsi: a gennaio 2021 sono stati visti ufficialmente insieme per la prima volta al matrimonio del manager di lui, Jeffrey Azoff. I due si sono lasciati a fine 2022, dopo quasi 2 anni insieme.
Ad agosto 2023 Styles è stato visto pubblicamente per la prima volta con l'attrice canadese Taylor Russel. I due si sono lasciati dopo circa un anno di relazione, nel maggio 2024.

## Stile musicale
Lo stile musicale di Styles contiene elementi di pop, soft rock, new wave e synth pop, con influenze derivanti dal folk e il Britpop. Le correnti stilistiche nel suo eponimo album d'esordio è stato descritto come avente un «vibe soft rock intimamente emotivo degli anni» dal NME, e in un'intervista al New York Times ha citato la cantante country Shania Twain come la sua influenza principale sia musicalmente che nella moda, oltre a Pink Floyd, The Beatles, The Rolling Stones, i Fleetwood Mac, Harry Nilsson, Freddie Mercury, i Queen ed Elvis Presley.

## Attivismo

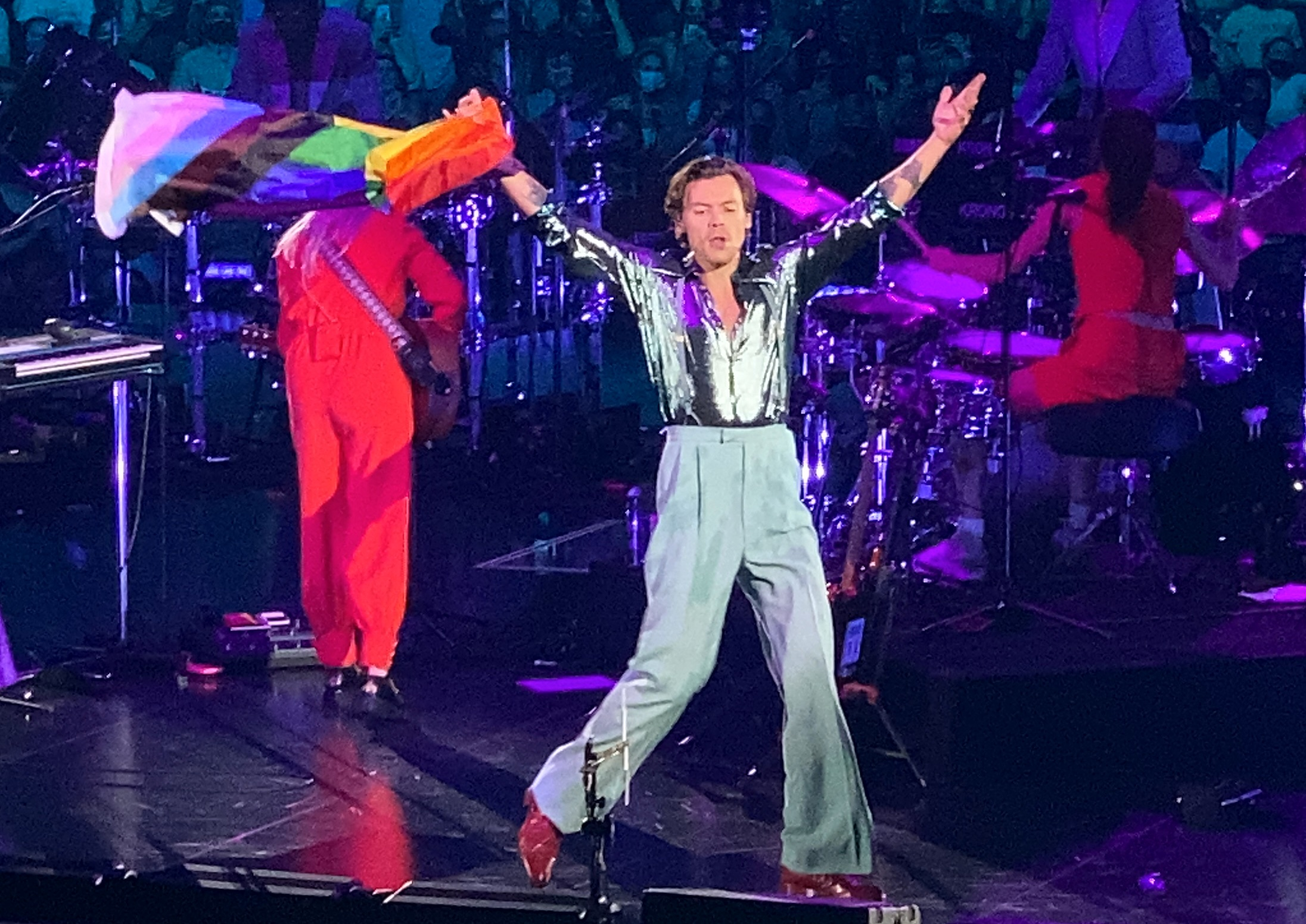
Harry Styles mentre sventola la bandiera arcobaleno a Little Rock, in Arkansas, nel novembre 2021.

Nel 2013 Styles e Liam Payne, in qualità di membri degli One Direction, sono stati eletti ambasciatori dell'ente Trekstock, raccogliendo oltre 800.000 dollari USA in sostegno alla lotta contro il cancro tramite la piattaforma di raccolta fondi online Prizeo.
Sostenitore della comunità LGBT, tanto da venire spesso definito una vera e propria «icona gay», nel 2014 ha aderito alla campagna #FirstSnog lanciata per celebrare il 25º anniversario dell'ente benefico Stonewall Group, in sostegno ai diritti LGBT nel Regno Unito, oltre ad aver mostrato sostegno a Michael Sam, primo giocatore militante nella NFL attivo ad avere dichiarato pubblicamente di essere gay, indossando la sua maglia sul palco durante il concerto degli One Direction a Saint Louis. Da quel momento in poi è stato spesso visto sventolare la bandiera arcobaleno durante le sue esibizioni dal vivo, soprattutto durante il Love on Tour, dialogando con il pubblico e talvolta aiutando i suoi fans a fare coming out.
Styles si identifica come femminista. Nel 2020 è apparso su due copertine del biennale britannico Beauty Papers, in una delle quali indossava delle calze a rete a supporto dell'uguaglianza di genere, causa peraltro già promossa durante la campagna di solidarietà HeForShe creata da Emma Watson per UN Women.
Nel 2018 ha stampato delle magliette con lo slogan Treat People with Kindness in arcobaleno per celebrare il Pride Month, tutti i proventi dei quali sono andati a beneficio di GLSEN. Styles ha anche sostenuto il controllo delle armi negli Stati Uniti d'America.

## Discografia

### Da solista
- 2017 – Harry Styles
- 2019 – Fine Line
- 2022 – Harry's House

### One Direction
- 2011 – Up All Night
- 2012 – Take Me Home
- 2013 – Midnight Memories
- 2014 – Four
- 2015 – Made in the A.M.

## Tournée

### Con gli One Direction
- 2011/12 - Up All Night Tour
- 2013 - Take Me Home Tour
- 2014 - Where We Are Tour
- 2015 - On The Road Again Tour

### Da solista
- 2017/18 – Harry Styles: Live on Tour
- 2021/22/23 – Harry Styles: Love on Tour

## Filmografia

### Attore

#### Cinema
- Dunkirk, regia di Christopher Nolan (2017)
- Eternals, regia di Chloé Zhao (2021)
- Don't Worry Darling, regia di Olivia Wilde (2022)
- My Policeman, regia di Michael Grandage (2022)

#### Televisione
- iCarly – serie TV, episodio 6x02 (2012)

#### Documentari
- One Direction: This Is Us, regia di Morgan Spurlock (2013)
- One Direction: Where We Are - Il film concerto (One Direction: Where We Are - The Concert Film), regia di Paul Dugdale (2014)
- Harry Styles: Behind the Album, regia di Paul Dugdale (2017)

### Produttore esecutivo
- Happy Together – serie TV (2018)

## Riconoscimenti
- Grammy Awards
  - 2021 - Miglior interpretazione pop solista per Watermelon Sugar[80][145]
  - 2021 - Candidatura al miglior album pop vocale per Fine Line
  - 2021 - Candidatura al miglior videoclip per Adore You
  - 2023 - Album dell'anno per Harry's House[110][146]
  - 2023 - Miglior album pop vocale per Harry's House
  - 2023 - Candidatura al registrazione dell'anno per As It Was
  - 2023 - Candidatura alla canzone dell'anno per As It Was
  - 2023 - Candidatura al miglior interpretazione pop solista per As It Was
  - 2023 - Candidatura al miglior videoclip per As It Was

## Doppiatori italiani
Nelle versioni in italiano delle opere in cui ha recitato, Harry Styles è stato doppiato da:
- Alessandro Campaiola in Dunkirk, Eternals, Don't Worry Darling, My Policeman
- Alessandro Capra in iCarly